# Andrew Stanton

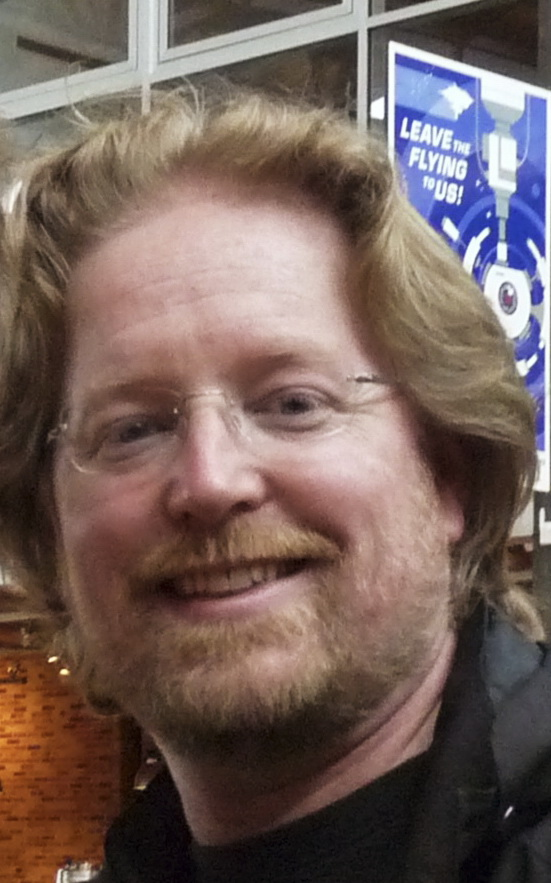
Andrew Stanton

Andrew Stanton (Rockport, 3 december 1965) is een Amerikaanse filmregisseur, -schrijver, -producent en stemacteur die werkt voor Pixar Animation Studios. Hij schreef en regisseerde onder andere Finding Nemo en WALL•E, welke beide een Oscar voor beste animatiefilm wonnen.

## Biografie
Stanton werd geboren en groeide op in Rockport. Daarna volgde hij een opleiding voor het animeren van personages aan CalArts, waar hij in 1983 afstudeerde. Onder zijn eerste werk bevindt zich het gedeeltelijk animeren van Mighty Mouse: The New Adventures. In januari 1990 ging hij aan de slag bij Pixar en werd hij de tweede animator (na John Lasseter) en de negende werknemer van de studio. Hier werkte hij onder andere als schrijver aan de drie Toy Story-films en als regisseur voor Finding Nemo en WALL•E. In 2012 kwam de door hem geregisseerde film John Carter uit, zijn eerste speelfilm.

## Filmografie
- Toy Story (1995) (verhaal, scenario, enkele stemmen)
- A Bug's Life (1998) (co-regisseur, verhaal, scenario, cameo-stem)
- Toy Story 2 (1999) (verhaal, scenario, stem van Emperor Zurg)
- Buzz Lightyear of Star Command: The Adventure Begins (2000) (stem van Emperor Zurg)
- Monsters, Inc. (2001) (uitvoerend producent met John Lasseter, verhaal)
- Finding Nemo (2003) (regisseur, verhaal, scenario, stemmen van Crush, New England Lobster en meerdere andere personages)
- The Incredibles (2004) (diverse stemmen)
- Cars (2006) (stem van Fred)
- Ratatouille (2007) (uitvoerend producent met John Lasseter)
- WALL•E (2008) (regisseur, schrijver, stem)
- Up (2009) (uitvoerend producent met John Lasseter)
- Partly Cloudy (2009) (uitvoerend producent met John Lasseter)
- Toy Story 3 (2010) (verhaal)
- John Carter (2012) (schrijver, regisseur)
- Brave (2012) (uitvoerend producent)
- Monsters University (2013) (uitvoerend producent)
- Inside Out (2015) (uitvoerend producent)
- The Good Dinosaur (2015) (uitvoerend producent)
- Finding Dory (2016) (scenario, stem van Crush)
- Stranger Things (2017) (regisseur van twee afleveringen)
- Toy Story 4 (2019) (scenario, uitvoerend producent)
- Obi-Wan Kenobi (2022) (scenario van een aflevering, producent van zes afleveringen)
- Lightyear (verhaal, uitvoerend producent)